# Microhoria terminata
Microhoria terminata is een keversoort uit de familie snoerhalskevers (Anthicidae). De wetenschappelijke naam van de soort is voor het eerst geldig gepubliceerd in 1842 door W. L. E. Schmidt.